# Necrópole da Carrasqueira
A Necrópole da Carrasqueira, igualmente denominada de Necrópole de Vale de Fuzeiros, é um monumento situado na freguesia de São Bartolomeu de Messines, no concelho de Silves, na região do Algarve, em Portugal.

## História e descrição
A Necrópole da Carrasqueira está situada na encosta de uma colina com o mesmo nome, na zona de Vale de Fuzeiros, e consiste num conjunto de cinco sepulturas escavadas em dois afloramentos rochosos, distando os dois agrupamentos apenas alguns metros entre si. Estes afloramentos terão sido escolhidos de forma propositada, por serem facilmente visíveis na paisagem. O grupo oriental está aberto em arenito vermelho, e é composto por dois sepulcros, cujas câmaras funerárias estão separadas por uma parede comum, enquanto que o ocidental consiste em três sepulturas individuais, escavadas em grés de Silves, As sepulturas estão maioritariamente orientadas de Noroeste para Sudeste. Este tipo de inumação era feito provavelmente em fossa simples, que seria tapada por uma só laje de pedra ou dividida em vários blocos, elementos dos quais não restaram vestígios.
O monumento está integrado no Circuito Arqueológico da Vilarinha, que também inclui as necrópoles da Pedreirinha e da Forneca, e o conjunto de menires da Vilarinha.
A tipologia dos túmulos aponta para uma fundação visigótica, durante a Alta Idade Média, tendo sido provavelmente utilizados por uma comunidade próxima, que se estabeleceu ali devido a condições favoráveis. Com efeito, os solos em Vale Fuzeiro eram férteis e alimentados pelo Barranco do Baralha, e a serra a Norte oferecia caça e madeira, que era utilizada para o fogo e a instalação de edifícios.
A necrópole foi descoberta durante uma investigação do Departamento de Arqueologia do Instituto Português do Património Arquitectónico, em conjunto com o arqueólogo Mário Varela Gomes. Em 2005, foi alvo de trabalhos pelo Dr. Luís Miguel Cabrita, durante o qual foi feito o levantamento gráfico, fotográfico e topográfico dos túmulos. Uma deliberação camarária de Silves de 27 de Agosto de 2014 iniciou o processo para a classificação da necrópole como de Interesse Municipal, enquanto que o Edital n.º 23/2015, emitido pela autarquia, determinou a classificação do monumento.

## Leitura recomendada
- CABRITA, Luís Miguel Guerreiro Cabrita (2014). Povoamento alto medieval de São Bartolomeu de Messines. [S.l.: s.n.] 187 páginas. ISBN 978-989-20-4596